# Fender Jag-Stang
Fender Jag-Stang — электрогитара, созданная фирмой «Fender» по эскизам лидера группы «Nirvana» Курта Кобейна.

## История
Кобейну нравились две существующие модели гитар Fender — Mustang и Jaguar. Он объединил все предпочитаемые им качества этих гитар и предложил «Fender» изготовить 2 левосторонних инструмента Jag-Stang. Первый инструмент (Sonic Blue) использовался в поздних выступлениях Nirvana в 1993 и 1994 годах, второй (Fiesta Red) вышел после смерти Курта.

## Серийный выпуск
С 1994 года гитара стала выпускаться серийно. В 2001 году из-за низкой популярности модель сняли с производства.
Переиздание Jag-Stang выпускалось в 2003—2005 годах.
Новое переиздание анонсировано на октябрь 2021 года. Данное переиздание приурочено к 30-й годовщине выхода альбома «Nevermind». Гитара традиционно будет выполнена в двух цветах: «Sonic Blue» и «Fiesta Red». Новая гитара будет мексиканского производства. С обратной стороны головы грифа гитары будет убрана надпись — «Designed by Kurt Cobain» (с англ. — «Дизайн Курта Кобейна»).

## Конструкция
Корпус гитары выполнен из липы, 22-ладовый гриф — из клёна. Оснащена двумя звукоснимателями: у грифа — синглом Fender Texas Special, у бриджа — хамбакером Di Marzio H-3. Каждый звукосниматель имеет отдельный переключатель. Вибрато-система с пружинами, размещающимися в корпусе со стороны верхней деки. Бридж сочетает в себе конструкции бриджа Mustang и Tune-o-Matic.

## Интересные факты
Первый Jag-Stang Sonic Blue был подарен гитаристу «R.E.M.» Питеру Баку вдовой Кобейна Кортни Лав после смерти Курта.
Первый прототип Jag-Stang Fiesta Red был продан на аукционе в 2018 году за 93 750$.